# Sovětské masakry vězňů roku 1941
Sovětské masakry vězňů roku 1941 byly prováděny hlavně tajnou službou NKVD v Sovětském svazu a východní Evropě, zejména v Polsku, na Ukrajině, v pobaltských státech a v Besarábii, a týkaly se především politických vězňů. Po zahájení německé invaze do Sovětského svazu 22. června 1941 měli vojáci NKVD evakuovat vězně do nitra Sovětského svazu. Překotný ústup Rudé armády, nedostatek přepravních kapacit a dalších potřeb a obecné pohrdání zákonnými postupy však často vedly k vraždění vězňů.
Odhady počtu obětí se liší v různých lokalitách; téměř 9000 v Ukrajinské SSR, 20 000–30 000 ve východním Polsku (nyní součást západní Ukrajiny), s celkovým počtem přibližně 100 000 obětí mimosoudních poprav v rozmezí několika týdnů.

## Přehled
Zahájení nacistického útoku na Sovětský svaz překvapilo NKVD, jehož vězení na územích připojených Sovětským svazem v důsledku paktu Molotov–Ribbentrop byla plná politických vězňů. V okupovaném východním Polsku byla NKVD pověřena evakuací a likvidací více než 140 000 vězňů (příkaz k evakuaci NKVD č. 00803). Na Ukrajině a v západním Bělorusku bylo nutno evakuovat 60 000 lidí pěšky. Podle oficiálních sovětských údajů bylo ve věznicích údajně popraveno více než 9800 osob, během evakuace bylo popraveno 1443, 59 bylo zabito při pokusu o útěk, 23 bylo zabito německými bombami a 1057 zemřelo z jiných příčin.
„Nebyly to jen počty popravených,“ píše o vraždění historik Jurij Bošik (citován Orestem Subtelným), „ale také způsob, jakým zemřeli, šokoval obyvatelstvo. Když se rodiny zatčených po sovětském ústupu vrhly do věznic, byly vyděšené, že našly těla tak zmrzačená, že mnoho z nich nebylo možné identifikovat. Bylo zřejmé, že mnoho vězňů bylo před smrtí také mučeno; jiní byli hromadně pobiti.“
Z celkového počtu 150 000 vězňů byly zavražděny přibližně dvě třetiny; většina zbylých byla transportována do vnitřku Sovětského svazu, ale někteří byli ve věznicích opuštěni, pokud nebyl čas je zabít, a jiným se podařilo uprchnout.

## Masakry
NKVD a Rudá armáda zabíjeli vězně na mnoha místech od Polska po Krym. Ihned po zahájení německé invaze zahájila NKVD popravy množství vězňů ve většině svých věznic a evakuaci zbývajících v pochodech smrti. Většina z postižených byli političtí vězni, uvězněni a popraveni bez soudu. Masakry byly později dokumentovány okupačními německými úřady a použity v protisovětské a protižidovské propagandě. Po válce a v následujících letech orgány Německa, Polska, Běloruska a Izraele identifikovaly ne méně než 25 věznic, jejichž vězni byli pobiti, a mnohem větší počet míst hromadného zabíjení.

### Bělorusko
- Červjenský masakr u Minsku: Koncem června NKVD zahájila evakuaci všech věznic v Minsku. V období od 24. do 27. června bylo v Červjenu a během pochodů smrti zabito nejméně 1000 lidí.[10]
- Hlybokaje (Głębokie v předválečném Polsku) poblíž Vitebska: 24. června NKVD popravilo přibližně 800 vězňů, většinou polských občanů. Několik tisíc dalších zahynulo během pochodu smrti do Nikolajeva poblíž Ully.
- Grodno: 22. června 1941 NKVD popravila v místním vězení několik desítek lidí. Zabití zbývajících 1700 vězňů nebylo možné díky rychlému postupu německé armády a útěku popravčích NKVD.[11]
- Vilejka (Wilejka v předválečném Polsku): několik desítek lidí, většinou politických vězňů, nemocných a zraněných, bylo popraveno před ústupem sovětských stráží 24. června 1941.

### Estonsko

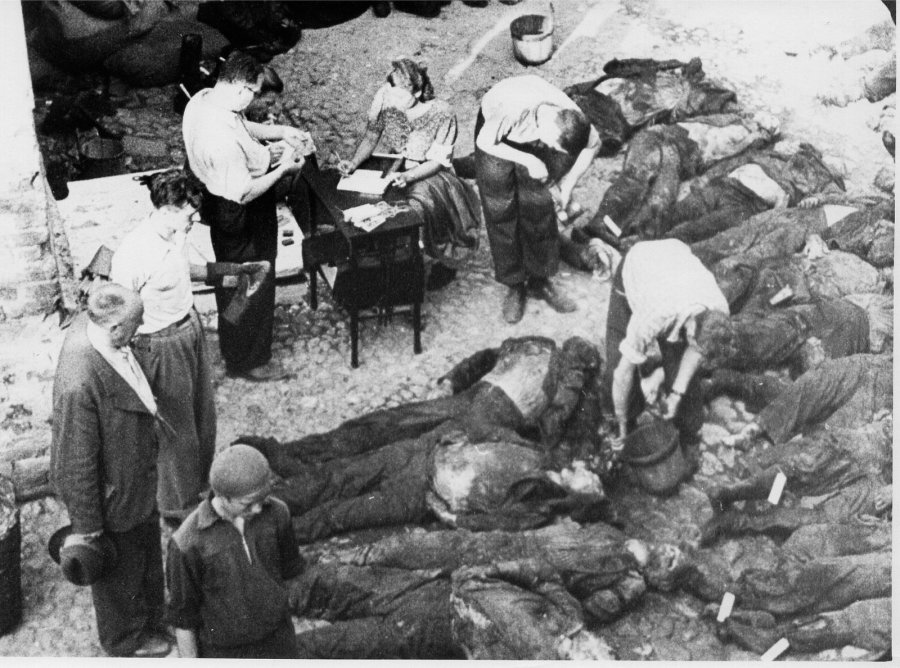
Oběti NKVD v estonském Tartu, červenec 1941.

- Masakr v Tartu: 9. července 1941 bylo ve vězení v Tartu a na nádvoří Šedého domu zastřeleno 193 lidí; jejich těla byla uložena do provizorních hrobů a do vězení.[12]

### Litva
- Vilnius (Wilno v předválečném Polsku): po německé invazi NKVD zavraždil velké množství vězňů nechvalně proslulého vězení Lukiškės.
- Masakr v Rainiai poblíž Telšiai: 24. června a následujícího dne bylo zabito až 79 politických vězňů.
- Pravieniškėsova věznice u Kaunasu: v červnu 1941 NKVD povraždil 260 politických vězňů a veškerý litevský personál ve vězení.
- Litevští vězni byli evakuováni do Běloruska a část z nich byla zavražděna, např. při masakru v Červjenu a poblíž Bigosova.

### Polsko
Roku 1941 byla velká část etnicky polské populace žijící pod sovětskou vládou ve východní polovině Polska již deportována do odlehlých oblastí SSSR. Jiní, včetně velkého počtu polských civilistů jiných etnik (většinou Bělorusů a Ukrajinců), byli drženi v provizorních věznicích ve městech regionu, kde čekali na deportaci do vězení NKVD v Moskvě nebo do Gulagu. Odhaduje se, že z 13 milionů lidí žijících ve východním Polsku bylo uvězněno zhruba půl milionu lidí a více než 90 % z nich byli muži. V době německé ofenzívy bylo tedy uvězněno přibližně 10 % dospělých mužů. Mnoho lidí zemřelo ve věznicích na následky mučení nebo strádání. Mezi metody mučení patřilo opaření oběti vroucí vodou a odříznutí uší, nosů a prstů. Timothy Snyder odhaduje, že po německé invazi do SSSR v roce 1941 NKVD postřílel asi 9817 vězněných polských občanů.
- Místa masakrů NKVD v předválečném Polsku jsou nyní v Litvě, Bělorusku a na Ukrajině.

### Ukrajina

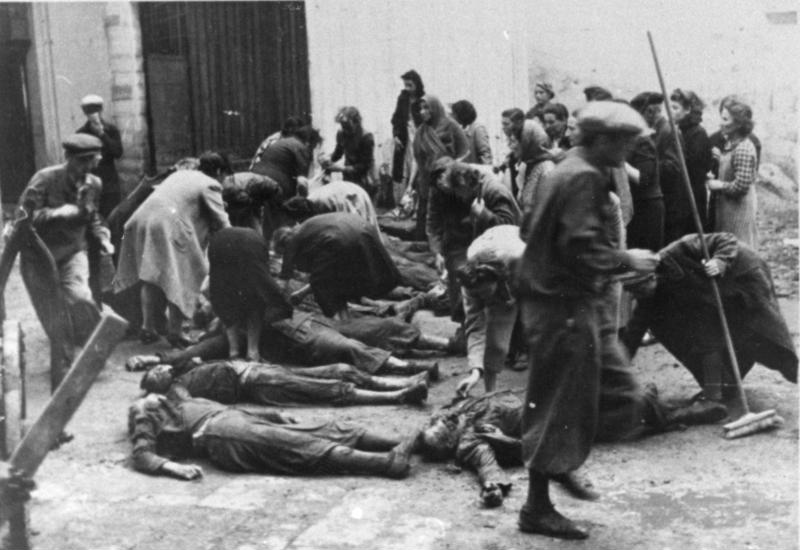
Etničtí Němci zavraždění ve vězení GPU v Ternopilu jsou identifikováni svými příbuznými 10. července 1941

- Berežany (Brzezany v předválečném Polsku) v blízkosti Ternopilu (Tarnopolu): od 22. června do 1. července posádka místního vězení NKVD popravila asi 300 polských občanů, mezi nimi velký počet Ukrajinců.[11]
- Doněck: Rutčenkovo pole
- Dubno: Všichni vězni v dubnovské třípatrové věznici, včetně žen a dětí, byli popraveni.
- Ivano-Frankivsk (Stanisławów v předválečném Polsku): NKVD zastřelilo přes 500 polských vězňů (z toho 150 žen s desítkami dětí) a pohřbilo je v několika masových hrobech v Demjaniv Lazu.
- Charkovská tragédie: 1200 vězňů bylo upáleno zaživa.
- Luck (Łuck v předválečném Polsku): Poté, co vězení zasáhly německé bomby, sovětské úřady slíbily amnestii všem politickým vězňům, aby zabránili útěkům. Když se vězni postavili venku, byli postříleni kulomety sovětských tanků. Pak jim bylo řečeno: „Ti, kdo stále žijí, ať vstanou.“ Asi 370 lidí vstalo a bylo nuceno pohřbít mrtvé, poté byli také zavražděni. Nacistické ministerstvo zahraničí tvrdilo, že bylo zabito 1500 Ukrajinců, zatímco SS a nacistické vojenské zpravodajství hlásily 4000.[1]
- Lvov (Lwów v předválečném Polsku): masakry v tomto městě začaly okamžitě po německém útoku 22. června a pokračovaly až do 28. června, kulminovaly lvovskými pogromy. NKVD popravila několik tisíc vězňů v několika provizorních věznicích. Mezi běžné způsoby vyhlazování patřilo střílení vězňů v celách, zabíjení granáty hozenými do cel nebo vyhladovění k smrti ve sklepeních. Někteří byli jednoduše ubodáni bajonety. Odhaduje se, že tímto způsobem bylo zavražděno více než 4000 lidí, zatímco počet přeživších se odhaduje na přibližně 270.[11] Ukrajinské povstání NKVD krátce přinutilo ustoupit, ale brzy se vrátili a zabili zbývající vězně v celách.[5] Studenti medicíny později popsali scénu v jedné z věznic: „Z nádvoří vedly dveře do velkého prostoru naplněného shora dolů mrtvolami. Ty v dolní části byly ještě teplé. Oběti byly ve věku mezi 15 a 60 lety, ale většina byla ve věku 20–35 let. Leželi v různých pózách, s otevřenýma očima a grimasami hrůzy na tvářích. Bylo mezi nimi mnoho žen. Na levé stěně byli ukřižováni tři muži, sotva zakrytí oděvem visícím z jejich ramen, s oddělenými mužskými orgány. Pod nimi na podlaze v polosedící, skloněné poloze - dvě jeptišky s těmi orgány v ústech. Oběti sadismu NKVD byly zabity výstřelem do úst nebo do hlavy. Ale většina z nich byla bodnuta do břicha bajonetem. Některé mrtvoly byly nahé nebo téměř nahé, jiné v slušném pouličním oblečení. Jeden muž měl kravatu, pravděpodobně byl právě zatčen.“[13]
- Sambir (Sambor v předválečném Polsku): 570 lidí zabito.
- Simferopol: 31. října NKVD zastřelil několik lidí v budově NKVD a v městském vězení.
- Jalta: 4. listopadu NKVD postřílel všechny vězně v městských věznicích.[6]

Sovětské statistiky pro 78 ukrajinských věznic:
- evakuováno 45 569
- zabiti uvnitř věznic 8789
- zabití uprchlíci 48
- legálně zabito 123
- nelegálně zabito 55
- ponecháno naživu 3536

### Rusko
- Orel: V září 1941 bylo v Medvěděvském lese poblíž Orlu popraveno více než 150 politických vězňů (mezi nimi Christian Rakovskij, Maria Spiridonova, Olga Kameněva a Dmitri Pletňov).